# Hapsifera deviella
Hapsifera deviella är en fjärilsart som beskrevs av Walker 1863. Hapsifera deviella ingår i släktet Hapsifera och familjen äkta malar. Inga underarter finns listade i Catalogue of Life.